# Пушкінський кипарис
Пу́шкінський кипарис. Був посаджений у 1808—1811 роках. Дереву виповнилося 200 років. На це дерево любив дивитися О. С. Пушкін, який проживав під час своєї кримської поїздки в сусідньому будинку в Гурзуфі, Крим. Багато років по тому Пушкін продовжував згадувати свого «південного друга». Обхват 2,63 м, висота 16 м, стан дерева добрий. Біля дерева є інформаційна табличка.

## Ресурси Інтернету
- Фотогалерея самых старых и выдающихся деревьев Украины  [Архівовано 8 квітня 2014 у Wayback Machine.]

## Виноски
1. 1 2   Шнайдер С. Л., Борейко В. Е., Стеценко Н. Ф. 500 выдающихся деревьев Украины. — К.: КЭКЦ, 2011. — 203 с.